# Dolmen von Coulmiers

Karte mit der Lage des Dolmen – links

Der Dolmen von Coulmiers (auch Pierres Fenats oder Dolmen de Pierre Fenats genannt) liegt östlich von Épieds-en-Beauce und westlich von Orléans im äußersten Westen des Département Loiret in Frankreich. Dolmen ist in Frankreich der Oberbegriff für Megalithanlagen aller Art (siehe: französische Nomenklatur).

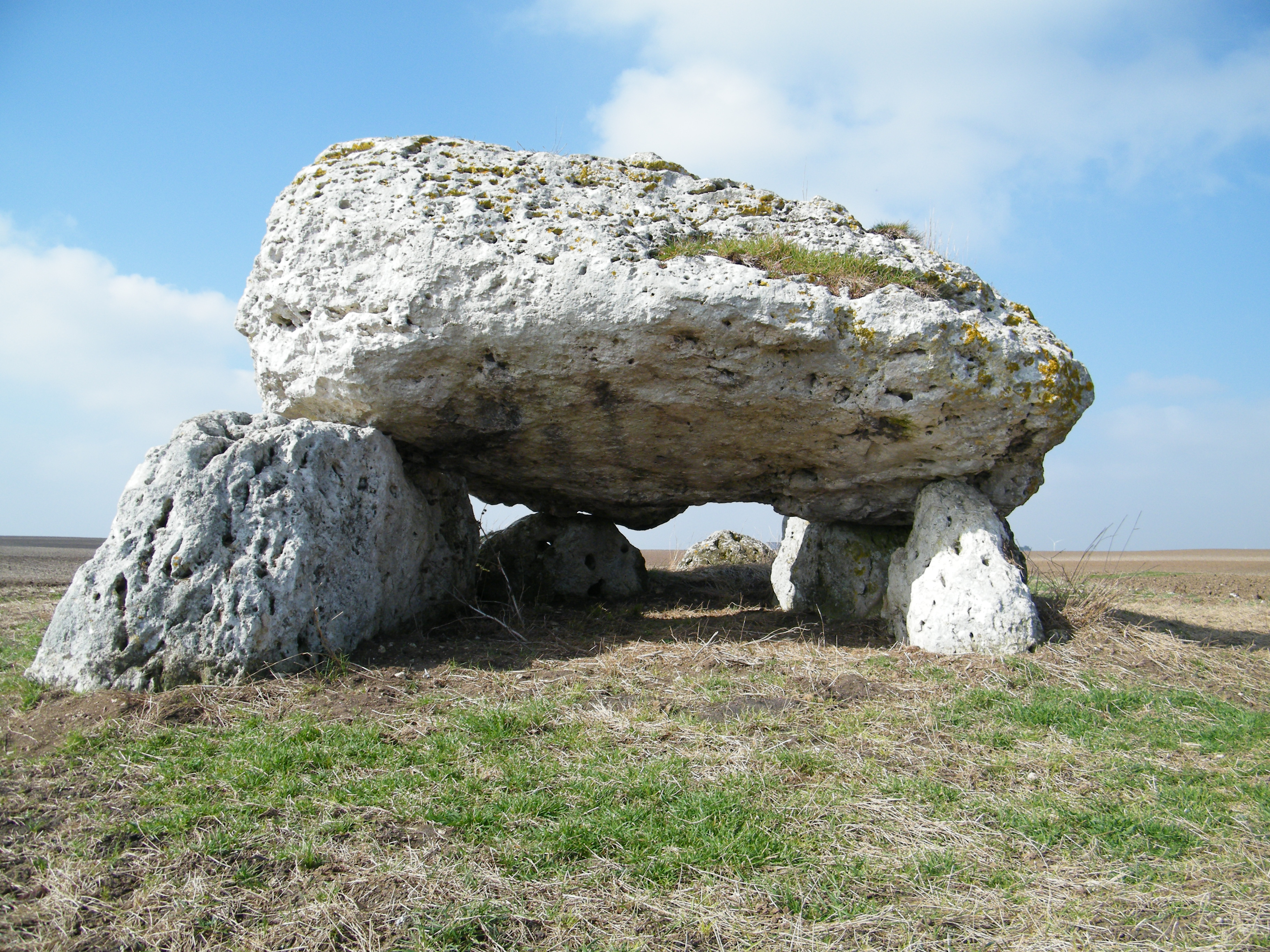
Dolmen von Coulmiers

Der mitten im Feld liegende Dolmen besteht aus mehreren seitlichen Tragsteinen, einem halben Endstein und zwei zernarbten Decksteinen. Der Dolmen ist seit 1879 als Monument historique eingestuft.